# Williams Alarcón
Pour les articles homonymes, voir Alarcon.
Williams Alarcón, né le 29 novembre 2000 à Conchalí au Chili, est un footballeur international chilien. Il évolue au poste de milieu central à Boca Juniors.

## Biographie

### En club
Né à Conchalí au Chili, Williams Alarcón est formé par le club de Colo-Colo. Considéré comme l'une des promesses du club, il est notamment comparé à Charles Aránguiz et Gary Medel. Le 2 décembre 2018, il joue son premier match en professionnel face à l'Universidad de Concepción, en championnat. Il entre en jeu en cours de partie à la place de Esteban Pavez, et son équipe s'incline par deux buts à zéro ce jour-là,.
En septembre 2021, Williams Alarcón prolonge de quatre ans supplémentaires avec Colo-Colo, mais étant peu considéré par son entraîneur Gustavo Quinteros il est prêté dans la foulée à l'Unión La Calera. C'est avec ce club qu'il inscrit son premier but en professionnel, le 31 octobre 2021, contre le Deportes Melipilla en championnat. Titulaire ce jour-là, il délivre une passe décisive sur l'ouverture du score avant de marquer son but, mais ne permet pas à son équipe d'obtenir un résultat, celle-ci s'inclinant par trois buts à deux,.
Le 23 août 2023, Williams Alarcón rejoint l'Argentine afin de s'engager en faveur du CA Huracán. Il signe un contrat courant jusqu'en décembre 2026.

### En sélection
Williams Alarcón est convoqué pour la première fois avec l'équipe nationale du Chili par le sélectionneur Eduardo Berizzo le 14 septembre 2022. Il honore sa première sélection lors de ce rassemblement, le 23 septembre 2022, face au Maroc. Il entre en jeu à la place de Erick Pulgar et son équipe s'incline par deux buts à zéro.

## Vie privée
Williams Alarcón est le fils de  Williams Alarcón Fajardo, ancien footballeur chilien des années 80, ayant notamment joué pour Colo-Colo.

## Statistiques

### En sélection nationale
| Saison                | Sélection             | Phases finales        | Phases finales | Phases finales | Phases finales | Éliminatoires CDM | Éliminatoires CDM | Éliminatoires CDM | Matchs amicaux | Matchs amicaux | Matchs amicaux | Total | Total | Total |
| Saison                | Sélection             | Compétition           | M              | B              | Pd             | M                 | B                 | Pd                | M              | B              | Pd             | M     | B     | Pd    |
| --------------------- | --------------------- | --------------------- | -------------- | -------------- | -------------- | ----------------- | ----------------- | ----------------- | -------------- | -------------- | -------------- | ----- | ----- | ----- |
| 2022-2023             | Chili                 | -                     | -              | -              | -              | -                 | -                 | -                 | 4              | 0              | 0              | 4     | 0     | 0     |
| 2023-2024             | Chili                 | Copa América 2024     | -              | -              | -              | 1                 | 0                 | 0                 | -              | -              | -              | 1     | 0     | 0     |
| 2024-2025             | Chili                 | -                     | -              | -              | -              | 1                 | 0                 | 0                 | -              | -              | -              | 1     | 0     | 0     |
| Total sur la carrière | Total sur la carrière | Total sur la carrière | -              | -              | -              | 5                 | 0                 | 0                 | 1              | 0              | 0              | 6     | 0     | 0     |